# 矢部新田
矢部新田（やべしんでん）は神奈川県相模原市中央区の大字。

## 地理
矢部新田は17世紀後半に相模国高座郡に開かれた、相模原地域で最も早く開発された新田である。北隣の上矢部村を本村とすることから上矢部新田（かみやべしんでん）とも呼ばれた。明治以降はほとんどの耕地が桑畑として利用されていたが、1930年代後半からの陸軍施設の進出と戦後の市街化により、現在は農村的景観を全く失っている。1964年（昭和39年）以降に実施された住居表示により元の新田集落の中心部が矢部一丁目〜四丁目となったほか、淵野辺、富士見の各一部および矢部新町となっており、現在「矢部新田」として存続するのは在日米陸軍相模総合補給廠敷地内の住居表示未実施区域のみである。

## 歴史
元は相模原台地（相模野台地）上に広がる原野で相模野と総称されたうち、矢部野と呼ばれて周辺農村入会の草刈り場とされていた区域であった。1675年（延宝3年）に江戸町人の相模屋助右衛門の願い出により矢部野の開墾が始まり、1684年（貞享元年）の検地で上矢部新田村（または矢部新田村）として独立した。1705年（宝永2年）から1706年（宝永3年）にかけて旗本2家の相給となったのち、1728年（享保13年）には烏山藩との相給となった。
新田集落は区域内を通過し「八王子道」などと呼ばれる往還沿いに立地した。この往還は津久井往還や神奈川往還（浜街道）の一部としても利用され、この往還沿いには19世紀前半の文政年間に淵野辺新田（現中央区共和、東淵野辺）、天保年間に清兵衛新田（現中央区相模原、清新）が成立している。開墾地は台地上であるために地下水位が低く、周辺を流れる河川もないために用水を得ることが困難で、水田は開かれずに主に雑穀を栽培する畑地として利用されたが、生産性はあまり高くなかった。往還沿いにある村富神社は新田の開発にあたって創建された稲荷社を起源とするという。
幕府崩壊後、1868年（慶応4年・明治元年）に神奈川府（のち神奈川県）が設置されると矢部新田村（上矢部新田村）の旧旗本領分が同府の管轄とされた。烏山藩領分も1871年（明治4年）7月の廃藩置県により烏山県の管轄とされたあと、同年11月の府県再編で神奈川県の所属となった。1889年（明治22年）4月1日の町村制施行に際する明治の大合併で上矢部村、淵野辺村、鵜野森村、上鶴間村と合併して高座郡大野村の一部となり、同村の大字矢部新田となった。
1908年（明治41年）に開業した横浜鉄道（現・JR東日本横浜線）が矢部新田を通過したが大字内には駅が設けられず、淵野辺駅の駅勢圏内に属した。
明治以降、生糸輸出と養蚕業の発展とともに台地上一面に桑畑が広がっていた当地域が大きく変貌するきっかけとなったのは、1938年（昭和13年）8月の陸軍相模兵器製造所（1940年より相模陸軍造兵廠）の開設である。横浜線の北側、隣接する上矢部と相原村小山にまたがり境川に近い区域までの広大な敷地が軍用地とされ、兵器工場が建設された。次いで同年10月には相模兵器製造所の東に隣接する敷地に陸軍工科学校（1940年より陸軍兵器学校）が移転してきた。この結果、当大字のうち横浜線以北の区域のほとんどが広大な軍用地によって占められることとなった。
これらのほかにも相模原への陸軍施設の進出が相次いだことから、軍部の後押しもあって高座郡北部の各町村の合併と壮大な都市計画による一大軍事都市建設の気運が高まった。その結果、1941年（昭和16年）4月29日に大野村、相原村と上溝町、座間町ほか4村が合併して高座郡相模原町が発足した。1954年（昭和29年）11月20日、相模原町は市制を施行して相模原市となり、当大字は同市の大字矢部新田となった。これに先立つ1940年（昭和15年）には相模陸軍造兵廠を中心に大野村・相原村・上溝町にまたがる区域で神奈川県による区画整理事業が着手された（相模原都市建設区画整理事業）。1945年（昭和20年）の敗戦により軍都建設は挫折したが区画整理事業は戦後も継続され、1950年（昭和25年）に完成した（相模原市#軍都計画、相模原市#相模原町の発足を参照）。当大字では横浜線以南の区域が軍都計画区域に含まれ、新田集落も区画整理による整然とした区画の中に取り込まれた。また、「軍都」の街路網の東西軸をなす高規格道路として計画され、当大字の南部を貫通するように建設された大通りは現在、国道16号として利用されている。
敗戦後、相模陸軍造兵廠はその大部分が進駐軍に接収されて1949年（昭和24年）に米陸軍横浜技術廠相模工廠となり、占領終了後も在日米陸軍相模総合補給廠として引き続き利用された。相模工廠はそのまま兵器工場として利用され、1950年（昭和25年）の朝鮮戦争勃発による軍事特需で活況を呈し、地元住民も含めた多くの労働者が生産に従事した。相模工廠の事実上の正門とされた「西門」や淵野辺駅側の「南門」前には基地労働者を相手にした商店街が形成され、南門前の横浜線上に相模工廠への通勤輸送のために1950年（昭和25年）に相模仮乗降場が設置された。これは1957年（昭和32年）に正式な駅に昇格して矢部駅となった。
これと並行するように横浜線南側の区域で市街化が進行し、新田の農村風景は急速に失われた。また、横浜線北側の区域でも旧陸軍兵器学校跡地が細分化され、麻布獣医畜産専門学校（麻布獣医科大学を経て現・麻布大学）などの進出によって市街化が進行した。これに合わせて相模原市は1964年（昭和39年）5月1日に実施した最初の住居表示事業で国道16号以南の区域を富士見一丁目〜三丁目とし、次いで1965年（昭和40年）7月1日に横浜線以南の区域を矢部一丁目〜矢部四丁目とした。さらに1966年（昭和41年）7月1日には横浜線の北側で大字上矢部にまたがる旧陸軍兵器学校跡地の区域で、隣接する大字淵野辺の一部とともに住居表示を行い、淵野辺一丁目・二丁目とした。1994年（平成6年）11月1日には旧相模陸軍造兵廠の敷地内に戦後建設された住宅団地・公務員宿舎の区域が矢部新町として住居表示がなされたことにより、現在では相模原総合補給廠の敷地内にのみ住居表示未実施で矢部新田の地名が残されるに至っている。

## その他

### 日本郵便
- 郵便番号 : 252-0208[3]（集配局 : 相模原郵便局[5]）。